# Cara Buono

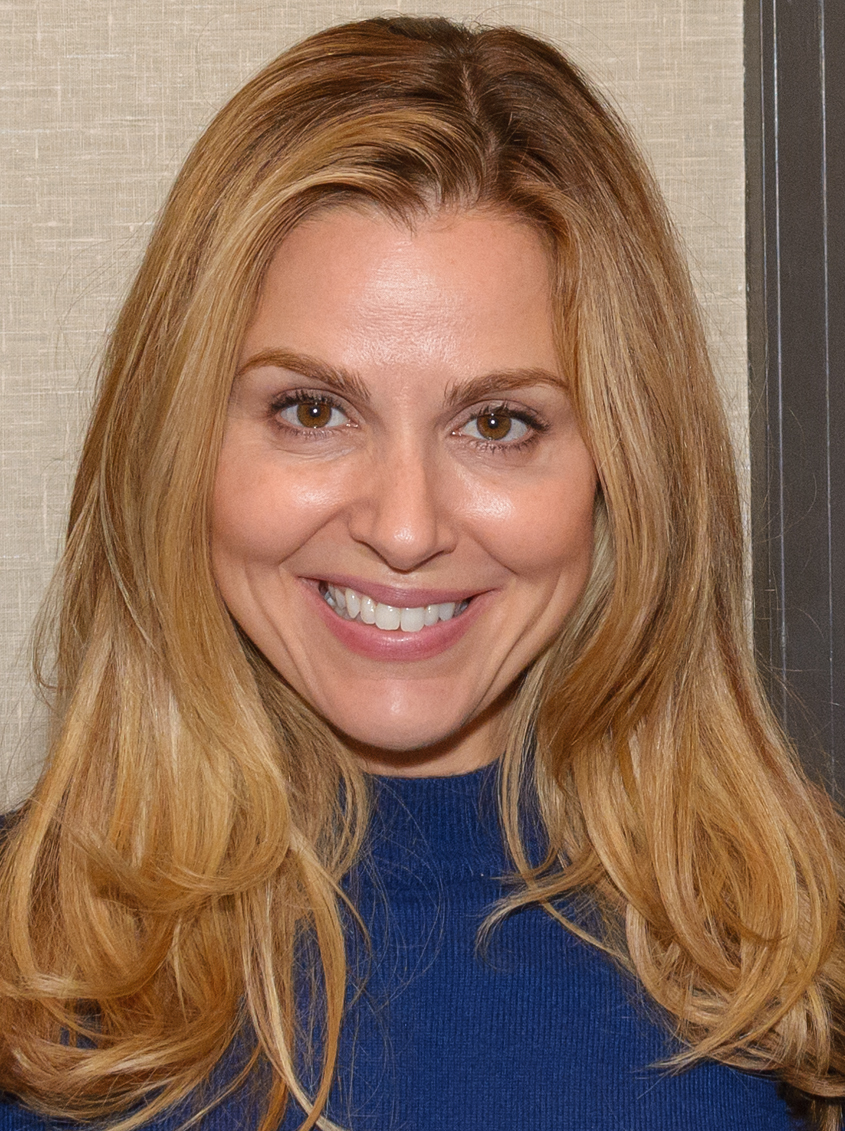
Cara Buono, 2017

Cara Buono (* 1. März 1974 in Bronx, New York City) ist eine US-amerikanische Schauspielerin. Sie wurde durch die Rolle der Karen Wheeler in der Netflix-Originalserie Stranger Things bekannt.

## Leben
Buono wuchs als eines von vier Kindern einer Arbeiterfamilie im New Yorker Stadtbezirk Bronx auf. Zur Schauspielerei kam sie über ein Vorsprechen für Harvey Fiersteins Bühnenstück Spook House. Ihre ersten Fernsehauftritte hatte die 1,65 m große Schauspielerin in den Serien Dream Street (1989) und CBS Schoolbreak Special (1991). Zu dieser Zeit begann Buono auch ihr Studium an der Columbia University. Nach drei Jahren machte sie 1993 ihren Abschluss in Englisch und Politikwissenschaften. In den folgenden Jahren war sie in Nebenrollen verschiedener Filme, darunter Machen wir’s wie Cowboys (1994) und Hulk (2003), sowie in Gastrollen zahlreicher Serien zu sehen. Daneben spielte Buono auch einige Hauptrollen in Independentfilmen wie River Red (1998) und Attention Shoppers (2000).
2004 erhielt Buono eine Hauptrolle in der sechsten und letzten Staffel von Third Watch – Einsatz am Limit als Paramedic Grace Foster. Anschließend war sie in der sechsten Staffel von Die Sopranos als Kelli Moltisanti und in der sechsten Staffel von Dead Zone (2007) als Sheriff Anna Turner zu sehen. Für ihre Gastrolle als Faye Miller in der vierten Staffel der Serie Mad Men war Buono 2011 für einen Primetime Emmy nominiert. In den Serien Castle, Good Wife und Elementary hatte sie Gastauftritte. In der vierten Staffel der Serie Person of Interest spielte Buono die wiederkehrende Rolle der Martine Rousseau. Seit 2016 hat Buono die Hauptrolle der Karen Wheeler in der Netflix-Serie Stranger Things inne.
Auch hinter der Kamera war Buono bereits tätig: 1997 schrieb sie den Kurzfilm Baggage und führte auch die Regie, Darsteller in dem Film waren unter anderem Minnie Driver und Liev Schreiber. Weiterhin war sie Mitproduzent der romantischen Komödie Two Ninas (2001), in der sie selbst auch eine Nebenrolle spielte.
Die Schauspielerin ist seit Juli 2009 mit Peter Thum verheiratet, einem Social Entrepreneur und Gründer von Ethos Water.

## Filmografie (Auswahl)
- 1992: Fäuste – Du mußt um Dein Recht kämpfen (Gladiator)
- 1992: I’ll Fly Away (Fernsehserie, drei Folgen)
- 1992: Waterland
- 1993: A Dog Race in Alaska
- 1994: Machen wir’s wie Cowboys (The Cowboy Way)
- 1995: Kicking and Screaming
- 1996, 1998, 2006, 2024: Law & Order (Fernsehserie, vier Folgen)
- 1999: Man of the Century
- 2000: Attention Shoppers
- 2002: Criminal Intent – Verbrechen im Visier (Law & Order: Criminal Intent, Fernsehserie, Folge 1x16 Das Phantom)
- 2002: CSI: Den Tätern auf der Spur (CSI: Crime Scene Investigation, Fernsehserie, Folge 2x18 Letzte Ausfahrt)
- 2003: Hulk
- 2004: From Other Worlds
- 2004–2005: Third Watch – Einsatz am Limit (Third Watch, Fernsehserie, 24 Folgen)
- 2006: Beer League
- 2006–2007: Die Sopranos (The Sopranos, Fernsehserie, sieben Folgen)
- 2007: Dead Zone (Fernsehserie, sechs Folgen)
- 2008: Law & Order: Special Victims Unit (Fernsehserie, Folge 9x13 Verdorben)
- 2009: Betrayed
- 2009: Emergency Room – Die Notaufnahme (ER, Fernsehserie, Folge 15x22 Zu guter Letzt…)
- 2009: Navy CIS (NCIS, Fernsehserie, Folge 7x08 Unplugged)
- 2010: Mad Men (Fernsehserie, zehn Folgen)
- 2010: Let Me In
- 2011: Brothers & Sisters (Fernsehserie, drei Folgen)
- 2011: Hawaii Five-0 (Fernsehserie, Folge 1x21 Wolframstahl)
- 2011: A Gifted Man (Fernsehserie, Folge 1x03 Gefahr im Verzug)
- 2012: Drew Peterson: Untouchable (Fernsehfilm)
- 2012: The Discoverers
- 2013: Castle (Fernsehserie, Folge 5x18 Fenton O’Connell)
- 2013: Good Wife (The Good Wife, Fernsehserie, Folge 4x21 A More Perfect Union)
- 2014: Stephen King’s A Good Marriage (A Good Marriage)
- 2014: Elementary (Fernsehserie, Folge 2x17 Ears to You)
- 2014–2015: Person of Interest (Fernsehserie, acht Folgen)
- 2015: Detective Laura Diamond (Fernsehserie, Folge 2x01 The Mystery of the Taken Boy)
- 2015: Margos Spuren (Paper Towns)
- 2015: Emily & Tim
- 2015: Half the Perfect World
- 2016–2022: Stranger Things (Fernsehserie, 30 Folgen)
- 2017: All Saints
- 2017: The Blacklist (Fernsehserie, Folge 1x01 Leland Bray)
- 2017: Bull (Fernsehserie, Folge 2x04 The Illusion of Control)
- 2018: Monsters and Men
- 2018: The Bad Seed (Fernsehfilm)
- 2018: The Romanoffs (Fernsehserie, Folge 1x05 Bright and High Circle)
- 2019: God Friended Me (Fernsehserie, Folge 1x18 Return to Sender)
- 2019–2021: Supergirl (Fernsehserie, neun Folgen)
- 2022: She Came from the Woods
- 2022: The Girl from Plainville (Miniserie, acht Folgen)
- 2023: The Girl Who Escaped – The Kara Robinson Story
- 2024: Queen of the Ring
- 2024: In Fidelity
- 2024: Law & Order (Fernsehserie, eine Folge)
- 2025: V13
- 2025: Things Like This

## Auszeichnungen

### Emmy
- 2011: Nominierung als Beste Gastdarstellerin in einer Dramaserie für Mad Men

### Screen Actors Guild Award
- 2017: Auszeichnung als Bestes Schauspielensemble für Stranger Things
- 2018: Nominierung als Bestes Schauspielensemble für Stranger Things